# Yetimli, Aladağ
Yetimli là một xã thuộc huyện Aladağ, tỉnh Adana, Thổ Nhĩ Kỳ. Dân số thời điểm năm 2009 là 469 người.